# Józef Skarbek Ważyński
Józef Skarbek Ważyński herbu Abdank (zm. w 1793 roku) – podkomorzy oszmiański w latach 1767–1793, pisarz grodzki oszmiański w latach 1765–1767, koniuszy oszmiański w latach 1762–1765, 1766.
W marcu 1793 roku wyznaczony przez konfederację targowicką do Komisji Skarbowej Wielkiego Księstwa Litewskiego.